# Compton (Quebec)
Compton es un municipio canadiense situado en la provincia de Quebec.

## Superficie
Compton tiene una superficie de 206,58 km².

## Demografía
En 2021, tenía 3270 habitantes, una densidad poblacional de 15,8 hab./km², y 1379 viviendas.